# Herwigsesweiler
Herwigsesweiler ist der Name eines abgegangenen Ortes im Gemeindebereich Bad Wörishofen im Landkreis Unterallgäu.

## Geschichte
Herwigsesweiler erscheint urkundlich im Jahr 1150 in einer Schenkungsurkunde des Becilin von Kirchdorf, der dem Kloster Polling das bei Herwigesweiler gelegene Gut Langwat schenkte.